# Castell d'Alfarb
El Castell d'Alfarb, es troba al centre de la població (en la part més alta) del mateix nom de la comarca de la Ribera Alta, de la província de València. Es tracta d'un edifici de tipus militar, d'arquitectura islàmica. Està catalogat com a Bé d'Interès Cultural segons consta a la Direcció de Patrimoni Cultural de la Conselleria d'Educació, Cultura i Esports de la Generalitat Valenciana, amb el codi 46.20.026-002; presenta anotació ministerial número: RI-51-0010659.

## Història
La torre del castell d'Alfarb es troba a la part més alta de la població, davant del riu Magre, concretament al número 7 de la plaça de Dalt, envoltada i encaixonada per habitatges particulars que l'oculten parcialment.

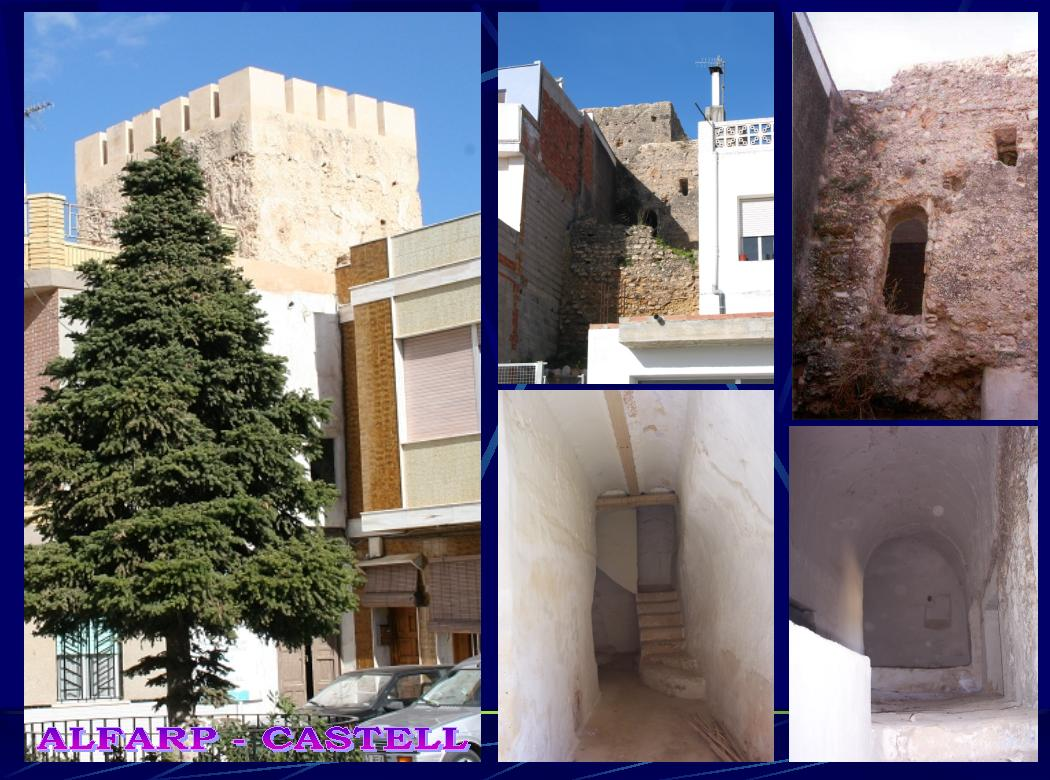
Imatges del castell d'Alfarb

Encara que en el terme d'Alfarb hi ha importants jaciments prehistòrics, l'origen de l'actual població sembla una alqueria islàmica, encara que fins i tot el seu topònim (al-Khárb significa "despoblat" o "ruïnes") sembla indicar l'existència d'un poblament anterior.
L'antic lloc d'Alfarb va ser donat per Jaume I d'Aragó, el 7 de juliol de l'any 1238, a Pere de Montagut. Els documents històrics proven que l'esmentada família va posseir el Senyoriu, segons privilegi atorgat pel rei Alfons II de València el 1330; malgrat això el monarca es va reservar el mer imperi i la jurisdicció suprema. Així, Pere II de València, segons consta en el Privilegi que existeix en el foli 178 del llibre 4 º del Reial Patrimoni, va vendre el 1358 a Pere de Centelles i als seus hereus i successors el mer i mixt imperi i tota la jurisdicció alta i baixa i l'exercici d'ella, i qualsevol altre dret que li pertanyia, o podia pertànyer-li en el lloc d'Alfarb i en la seva termes, situats en els termes i jutjat de la vila d'Alzira i en els habitants del referit lloc i termes, pel preu de cinc mil sous Barcelonins, però amb Carta de gràcia.
Més tard, s'integraria en el marquesat de Llombai fins a l'abolició dels règims feudals. La població, que es trobava habitada majoritàriament per moriscos, va quedar deshabitada després de la seva expulsió, sent repoblada el 1611 amb famílies de colons cristians.
L'any 2022 s'obri al públic per a poder realitzar visites culturals.

## Descripció artística
El castell data del segle xii i de l'originari castell només queda una sòlida torre rectangular, en relatiu bon estat, construïda a base d'argamassa i maçoneria, i algunes altres dependències d'aquest que es troben actualment envoltades i encaixonades per habitatges particulars que oculten parcialment tot el conjunt.
Té una planta quadrangular, formada per una torre i unes dependències al seu voltant. La torre està situada al centre de l'immoble, prop del riu Magre
Els investigadors consideren possible un origen romà, basant-se en l'existència a la base del castell, de diverses làpides d'època romana amb inscripcions llatines (en una d'elles pot llegir-se 'Hercule Invicte'), encara que el més probable sigui que es tracti de material més antic d'una altra procedència utilitzada per a aquesta obra, ja que els seus murs són d'època àrab (ho queda constatat per la tècnica constructiva, encara que no pot descartar el que va ser una edificació feudal que utilitzés materials i mà d'obra musulmana).